# Фридрих Хайнрих (Саксония-Цайц-Пегау-Нойщат)
Фридрих Хайнрих фон Саксония-Цайц-Пегау-Нойщат (на немски: Friedrich Heinrich von Sachsen-Zeitz-Pegau-Neustadt; * 21 юли 1668, дворец Морицбург, Цайц; † 18 декември 1713, Нойщат ан дер Орла) от рода на Албертинските Ветини, е херцог на Саксония-Цайц-Пегау-Нойщат (1699 – 1713).

## Живот
Той е най-малкият син на херцог Мориц фон Саксония-Цайц (1619 – 1681) и втората му съпруга Доротея Мария фон Саксония-Ваймар (1641 – 1675), дъщеря на херцог Вилхелм фон Саксония-Ваймар и Елеонора Доротея фон Анхалт-Десау. Брат е на херцог Мориц Вилхелм (1664 – 1718) и на кардинал-архиепископ Кристиан Август (1666 – 1725).
Фридрих Хайнрих е офицер на служба при братовчед му курфюрст Йохан Георг III от Саксония през Наследствената война на Пфалц против Франция през 1689 г.
На 23 април 1699 г. в Оелс той се жени за София Ангелика фон Вюртемберг-Оелс (30 май 1677 – 11 ноември 1700), дъщеря на херцог Кристиан Улрих I фон Вюртемберг-Оелс и съпругата му Анна Елизабет фон Анхалт-Бернбург, дъщеря на княз Кристиан II фон Анхалт-Бернбург. След женитбата Фридрих Хайнрих получава от наследството на баща му територии около Нойщат.
Бракът със София Ангелика е бездетен. Тя умира през 1700 г. и на 27 февруари 1702 г. в дворец Морицбург Фридрих Хайнрих се жени за Анна Фридерика Филипина фон Шлезвиг-Холщайн-Зондербург-Визенбург (1665 – 1748), дъщеря на херцог Филип Лудвиг и съпругата му Анна Маргарета фон Хесен-Хомбург, дъщеря на ландграф Фридрих I фон Хесен-Хомбург.
Фридрих Хайнрих умира на 45 години на 18 декември 1713 г. и е погребан в Хален-криптата на катедралата „Св. Петър и Павел“ в Цайц.

## Деца
Фридрих Хайнрих и Анна Фридерика Филипина имат децата:
- Мориц Адолф Карл (* 1 декември 1702; † 20 юни 1759), от 1713 г. 2. херцог на Саксония-Цайц-Пегау-Нойщат, епископ на Храдец Кралове/Кьонигсгрец (1732 – 1733) и Литомержице/Лайтмериц (1733 – 1759)
- Доротея Шарлота (* 20 май 1708; † 8 ноември 1708)